# Генрих фон Бобенхаузен

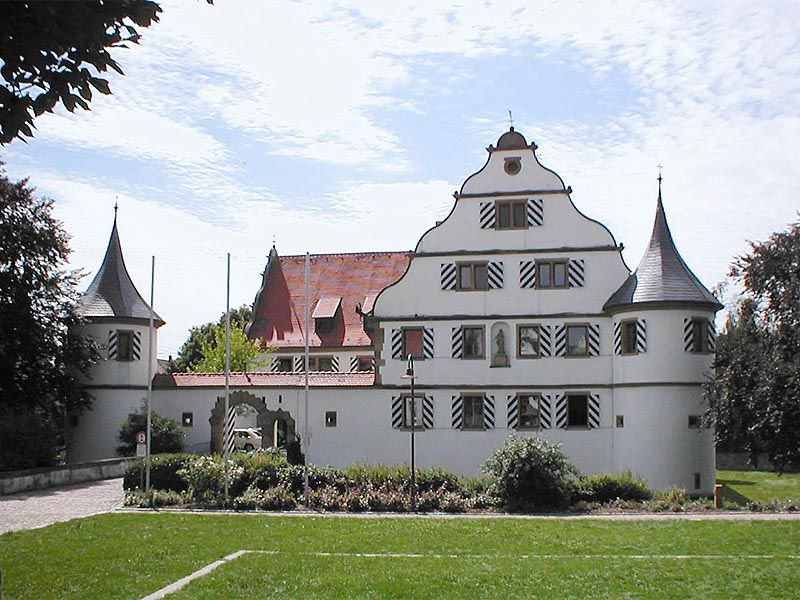
Замок Кирххаузен, построенный Генрихом фон Бобенхаузеном в 1572—1576 годах

Генрих фон Бобенхаузен (нем. Heinrich von Bobenhausen, около 1514 — 21 марта 1595) — 41-й великий магистр Тевтонского ордена с 1572 по 1590 годы.
Происходит из франконской дворянской семьи Бобенхаузенов. После вступления в орден был комтуром Мергентхайма (1547—1549), комтуром во Франкфурте-на-Майне (1549) и до 1565 года комтуром в Регенсбурге. Одновременно с 1557 года он был ландкомтуром орденского баллея Франкония. После его вступления в должность великого магистра ухудшились отношения ордена с императором Максимилианом II. Конфликт разрешился тем, что Генрих фон Бабенберг согласился с назначением императором Рудольфом II коадъютором (преемником великого магистра) своего брата, Максимилиана III Австрийского. После этого император фактически приобрёл власть над всем орденом. В 1590 году великий магистр Генрих фон Бобенхаузен поселился в монастыре Вайсенбург (нем. Weißenburg) и из-за разногласий с императором был вынужден подать в отставку.
Его усилиями были построены замки Кирххаузен (Kirchhausen) и Штокберг (Stocksberg).